# Колективна оборона
Колективна оборона (самооборона) (лат. casus foederis або casus fœderis) — надання допомоги союзнику під час військового нападу третьої сторони. У загальному сенсі, колективна оборона — це виконання союзницьких зобов'язань держави за початком військових дій при настанні умов, що відповідають договору про військовий союз у разі агресії проти однієї з сторін оборонного військового союзу.
Стаття 51 Статуту ООН прямо називає право на колективну оборону «невід'ємним» для членів організації, які зазнали збройного нападу.
Також принцип колективної оборони є основою договору про утворення НАТО. Стаття 5 Північноатлантичного договору передбачає, що у разі, якщо союзник по НАТО зазнає збройного нападу, кожен член Альянсу вважатиме цей акт насильства збройним нападом на усіх членів і вживатиме дій, які вважатиме за необхідне, аби допомогти тому союзнику, який зазнав нападу.
Уперше в історії НАТО застосування положення статті 5 Вашингтонського договору вимагали після терористичних нападів на США 11 вересня 2001 року.

## Історичні приклади
Принципи колективної оборони закладені ще до утворення ООН чи НАТО, ґрунтуючись на основах європейської традиції. Яскравий приклад — дії союзників на початку Першої світової війни. Після оголошення Австро-Угорщиною війни Сербії, Росія оголошує війну їй, виконуючи союзницькі зобов'язання перед Сербією. Далі союзниця Австро-Угорщини, Німеччина, оголошує війну Франції як союзниці Російській імперії та нападає через територію Бельгії. Союзниця Бельгії, Велика Британія, оголошує війну Німеччині.
На початку Другої світової війни союзники Польщі, Франція і Велика Британія, оголошують війну Німеччині після нападу останньої на Польщу.